# Élection présidentielle polonaise de 1990
L'élection présidentielle polonaise de 1990 s'est tenue les 25 novembre et 9 décembre 1990. Au terme du second tour, Lech Wałęsa, syndicat et récipiendaire du prix Nobel de la paix en 1983, est élu président de la République avec quasiment les trois quarts des suffrages exprimés, face à l'homme d'affaires Stanisław Tymiński, mettant ainsi officiellement un terme au régime communiste.

## Contexte
La National Endowment for Democracy, organisme fondé par l’administration Reagan pour soutenir les activités des militants anticommunistes d'Europe de l'Est, octroie 2,5 millions de dollars à la campagne de Lech Walesa.

## Candidats
| Photo                   | Candidat                              | Parti                                                                           | Idéologie                                                 |
| ----------------------- | ------------------------------------- | ------------------------------------------------------------------------------- | --------------------------------------------------------- |
| Roman Bartoszcze        | Roman Bartoszcze                      | Parti paysan polonais                                                           | Agrarisme Démocratie chrétienne                           |
| Włodzimierz Cimoszewicz | Włodzimierz Cimoszewicz               | Indépendant Soutenu par la Social-démocratie de la République de Pologne (SdRP) | Post-communisme Socialisme démocratique Social-démocratie |
| Tadeusz Mazowiecki      | Tadeusz Mazowiecki (Premier ministre) | Indépendant                                                                     | Centrisme Libéralisme Démocratie chrétienne               |
| Leszek Moczulski        | Leszek Moczulski                      | Confédération de la Pologne indépendante (KPN)                                  | Sanationisme Anticommunisme Souverainisme                 |
| Stanisław Tymiński      | Stanisław Tymiński                    | Indépendant                                                                     | Populisme Libertarianisme Patriotisme                     |
| Lech Wałęsa             | Lech Wałęsa                           | Solidarność                                                                     | Démocratie chrétienne Conservatisme Solidarisme           |

## Résultats
| Candidats                | Candidats                | Partis                   | 1er tour   | 1er tour | 2d tour    | 2d tour |
| Candidats                | Candidats                | Partis                   | Voix       | %        | Voix       | %       |
| ------------------------ | ------------------------ | ------------------------ | ---------- | -------- | ---------- | ------- |
|                          | Lech Wałęsa              | Solidarność              | 6 569 889  | 39,96    | 10 622 696 | 74,25   |
|                          | Stanisław Tymiński       | Sans                     | 3 797 605  | 23,10    | 3 683 098  | 25,75   |
|                          | Tadeusz Mazowiecki       | Sans                     | 2 973 264  | 18,08    |            |         |
|                          | Włodzimierz Cimoszewicz  | Sans                     | 1 514 025  | 9,21     |            |         |
|                          | Roman Bartoszcze         | PSL                      | 1 176 175  | 7,15     |            |         |
|                          | Leszek Moczulski         | KPN                      | 411 516    | 2,50     |            |         |
|                          |                          |                          |            |          |            |         |
| Suffrages exprimés       | Suffrages exprimés       | Suffrages exprimés       | 16 442 474 | 98,45    | 14 305 794 | 97,65   |
| Votes blancs et nuls     | Votes blancs et nuls     | Votes blancs et nuls     | 259 526    | 1,55     | 344 243    | 2,35    |
| Total                    | Total                    | Total                    | 16 702 000 | 100      | 14 650 037 | 100     |
| Abstention               | Abstention               | Abstention               | 10 843 625 | 39,37    | 12 786 041 | 46,60   |
| Inscrits / participation | Inscrits / participation | Inscrits / participation | 16 702 000 | 60,63    | 14 650 037 | 53,40   |